# Andrej Manfreda
Andrej Manfreda, slovenski aktivist TIGR, * 8. november 1908, Kobarid, † 7. julij 1943, Saluzzo (Italija).

## Mladost in šolanje
Andrej Manfreda se je rodil 8. novembra 1908 v Kobaridu v hiši, kjer danes domuje knjižnica (Dom Andreja Manfreda). Po končani ljudski šoli v Kobaridu se je Andrej vpisal na Idrijsko realko. V šolskem letu 1924–1925 se je prepisal v Videmski licej. Tam je branil narodne pravice Slovencev, sprejet je bil v organizacijo TIGR. Vodil je tudi dijaško društvo Adrija. Po končanem študiju je odšel v Padovo, kjer je začel študirati na Fakulteti za družbene in politične vede. Ves čas študija je organizirano deloval v TIGR-u, kjer je organiziral protifašistične proteste ter razdeljeval letake. Svojo politično dejavnost je zakril s članstvom v univerzitetni fašistični organizaciji GUF (Gruppo Universitario Fascista).

## Obdobje preganjanja in odhod v zapor
Njegovo delovanje kljub krinki ni ostalo skrito in 25. marca 1930 je bil aretiran. Italijani so ga zaprli najprej v goriških, nato pa v koprskih zaporih. Od tam je bil pripeljan v znani rimski zapor Regina Coeli, kjer je bil zaprt v samici. Avgusta 1930 so ga premestili v tržaški zapor. Na prvem tržaškem procesu je bil obsojen na 10 let zapora, ki jih je začel prestajati v zaporu v Liguriji. Zaradi bolezni je bil premeščen v zaporniško zdravilišče Pianosa. Tam se je spoznal in navdušil nad komunizmom ter včlanil v Komunistično partijo Italije.
Ob rojstvu kraljevega sina je bil pomiloščen ter izpuščen na prostost, kjer je bil pod policijskim nadzorom. Tudi ta ga ni odvrnil od protifašističnega delovanja, zato je bil leta 1936 ponovno aretiran ter obsojen na 14 let zapora zaradi prebiranja protifašističnega tiska in odstranjevanja italijanske zastave. Zaradi slabega zdravja je bil premeščen v zaporniško bolnišnico Saluzzo, kjer je kasneje umrl.

## Bolezen in smrt
Prebivanje v zaporih je slabo vplivalo na zdravje Andreja Manfreda, kar se je pokazalo že leta 1930. Pljučna bolezen ga je večkrat pripeljala iz zapora v zaporniške bolnišnice, zadnjič leta 1943, ko ji je podlegel v nepojasnjenih okoliščinah. Po vojni so ga pokopali v Kobaridu.

## Obeležja
Njegova rojstna hiša je bila odkupljena s strani Občine Kobarid in preurejena v Dom Andreja Manfreda. V njem se v pritličju in kleti nahaja kobariški oddelek knjižnice Cirila Kosmača Tolmin, medtem ko prvo nadstropje in podstrešje zasedajo občina in druge ustanove.
Po Andreju Manfredi nosi ime tudi Manfredova ulica v Kobaridu, ki je manjša ulica med Gregorčičevo in Volaričevo ulico v središču Kobarida.
Po njem je bil imenovan partizanski bataljon Andreja Manfreda, ki je bil ustanovljen v septembra 1943 z namenom obrambe novoustanovljene Kobariške Republike, partizanskega osvobojenega ozemlja po kapitulaciji Italije. V ta bataljon so se združile obstoječe partizanske čete, ki so delovale v Kobaridu in okolici.